# Ľubomír Galko
Ľubomír Galko (* 14. února 1968, Klieština, Československo) je slovenský politik, bývalý místopředseda strany Sloboda a Solidarita a v letech 2010–2011 ministr obrany Slovenska, poté byl poslancem Národní rady SR. V letech 2020–2023 byl předsedou představenstva a generálním ředitelem Leteckých opraven Trenčín. V roce 2023 byl opět zvolen poslancem za hnutí Slovensko (dříve OĽaNO). V roce 2024 z hnutí vystoupil a stal se nezávislým poslancem s podporou strany Demokrati, díky čemuž se Demokrati fakticky stali parlamentní stranou.

## Život
V letech 1986–1991 studoval Matematicko-fyzikální fakultu Univerzity Komenského v Bratislavě. V současnosti žije ve Stupavě na Slovensku.
Od 9. července 2010 působil ve funkci ministra obrany ve vládě Ivety Radičové. 23. listopadu 2011 byl odvolán kvůli odposlechům novinářů vojenskou kontrarozvědkou.
V evropských volbách v roce 2024 kandidoval na 13. místě kandidátní listiny Slovensko a Za ľudí na funkci europoslance, ale nebyl zvolen.